# Potentilla subvahliana
Potentilla subvahliana — вид трав'янистих рослин родини Розові (Rosaceae), поширений на півночі Північної Америки та Азії.

## Опис
Стебла підняті 0.2–0.6(1.1) дм. Листя: базальне листя 0.5–2.5(3) см; черешок 0.3–1.5(2) см, є довгі волоски на листках і черешках, нижня поверхня сірого або жовтувато-білого забарвлення, верхня поверхня від темно-зеленого до зеленувато-сірого; стеблових листків (0)1(2).
Суцвіття 1(2)-квіткові. Квітоніжка 1–2(3) см у квітці, до 5.5 см. Квіти: чашолистки 3–5(6) мм, вершини від гострих до субгострих; пелюстки 4–8(9) × 4–9 мм; пиляки 0.3–0.5 мм. Сім'янки 1.2–1.6 мм. 2n= 28 (4x).

## Поширення
Північна Америка: Ґренландія, Канада, Аляска — США; Азія: Далекий Схід. Населяє скелясті гірські породи, виходи скельних порід і щілини, суху тундру, стабілізовані піщані дюни, як правило, на карбонатній скельній основі; 0–1700 м.